# 王坤 (清朝)
王坤，生卒不详，河南省南阳县人，清朝地方官员。
于1822年接替王朝述任宝山县知县一职，1826年由范仕义接任。